# Funeral de Sixto Durán-Ballén
El funeral de Sixto Durán-Ballén fue el funeral de Estado del trigésimo noveno presidente constitucional de Ecuador y duodécimo alcalde moderno de Quito, ceremonia que tuvo lugar en la ciudad de Quito entre el día de su muerte, el 15 de noviembre de 2016, hasta su entierro en la iglesia de Santa Teresita tres días después.

## Deceso
Sixto Durán-Ballén Cordovez falleció a los 95 años de edad por causas naturales, mientras tomaba una siesta vespertina en su domicilio ubicado en la avenida Coruña y Ernesto Noboa Caamaño, al norte de la ciudad de Quito. El deceso ocurrió a las 17:15 del día 15 de noviembre de 2016, mientras el expresidente se encontraba en compañía de su esposa Finita Villalobos y sus hijas Cristina, Isabel y Josefina.
El Estado ecuatoriano decretó tres días de luto nacional con los respectivos honores que manda el reglamento de ceremonial público en caso de fallecimiento de un expresidente de la República, que incluye el pabellón nacional izado a media asta en todos los edificios del país. Según expreso deseo de Durán-Ballén, las honras fúnebres tuvieron lugar en el Salón de la Ciudad del Palacio Municipal, la ceremonia religiosa en la Catedral Metropolitana y su cuerpo fue sepultado en las bóvedas de la iglesia de Santa Teresita, en la parroquia La Mariscal.

## Honras fúnebres

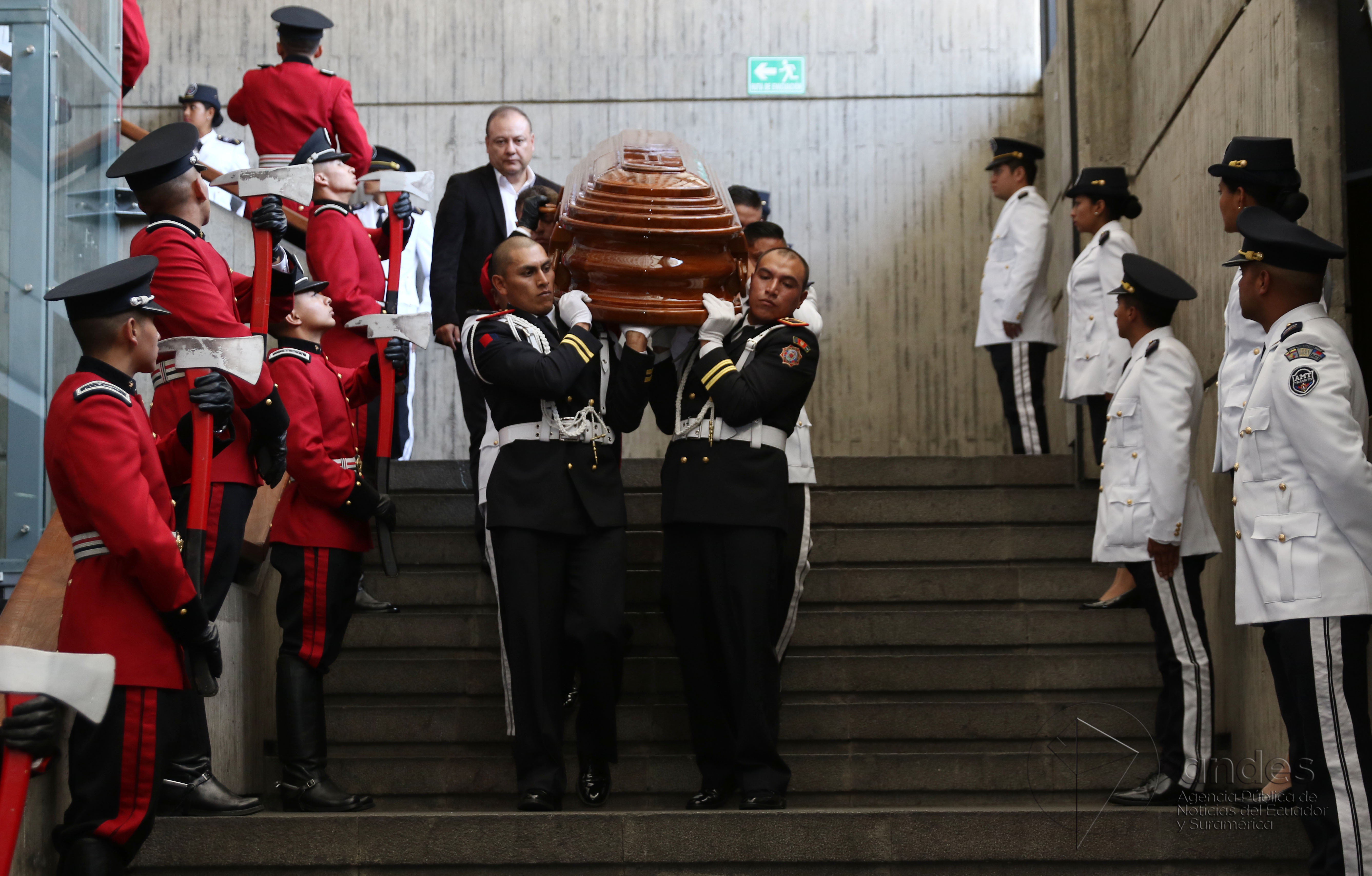
Ingreso del féretro al Salón de la Ciudad, el 17 de noviembre.

El traslado del féretro al Salón de la Ciudad se realizó la mañana del 16 de noviembre con una caravana motorizada desde la Funeraria Girón, en el centro-norte de Quito, recorriendo varias calles hasta el Palacio Municipal, en el Centro Histórico. El cortejo oficial que trasladó en hombros el ataúd estuvo formado por militares, policías municipales y bomberos, que fueron recibidos con el grito de «¡Ni un paso atrás!» por varios ciudadanos congregados en el lugar para despedir al expresidente.
Entre los asistentes al velorio estuvieron dignidades de la cúpula policial y algunos miembros del Gabinete durante su Presidencia, como José Gallardo Román, ministro de Defensa; Carlos Larreátegui, secretario de la Administración Pública; Jorge Pareja Cucalón, ministro de Recursos Naturales; Francisco Acosta, ministro de Energía; y Pedro López, ministro de Obras Públicas.
Los actos en el Salón de la Ciudad se mantuvieron hasta las 14:25 del día viernes 18, cuando terminó la ceremonia exequial presidida por el obispo castrense y secretario de la Conferencia Episcopal Ecuatoriana, monseñor René Coba Galarza; luego de lo cual el féretro fue trasladado en hombros por seis elementos del Cuerpo de Bomberos, Policía Metropolitana y Agentes Metropolitanos de Tránsito mientras se tocaba el Himno a Quito para despedirlo.
El cortejo recorrió una calle de honor formada por los Granaderos de Tarqui hasta el Monumento a la Independencia en la Plaza Grande, donde fue entregado a oficiales de las Fuerzas Armadas que le rindieron un homenaje por la generación de combatientes en la Guerra del Cenepa: «Aquí yace el hombre que supo qué son y para qué sirven los soldados. Los soldados de aire, mar y tierra rendimos los honores de rigor al expresidente y en algún lugar del firmamento infinito están los héroes de la patria, los combatientes de Cenepa, y están formando para recibir al embajador que lleva las cartas credenciales de la dignidad y la gratitud». Allí la banda musical de la Fuerza Aérea interpretó el Himno Nacional del Ecuador mientras la ciudadanía vitoreaba nuevamente la frase «¡Ni un paso atrás!».
Posteriormente el cortejo avanzó hasta el ingreso lateral de la Catedral Metropolitana para ingresar al templo, donde el arzobispo de Quito Fausto Trávez ofició una misa de cuerpo presente junto a la familia, autoridades e invitados especiales, aunque no asistió ningún representante del Gobierno de Rafael Correa. Entre los presentes en la iglesia estuvieron el expresidente Osvaldo Hurtado, los exvicepresidentes Alberto Dahik y Blasco Peñaherrera Padilla, el exalcalde de Quito Roque Sevilla, el exministro de Defensa Jorge Gallardo Román, el alcalde de la ciudad en funciones Mauricio Rodas y su esposa, María Fernanda Pacheco, la vicealcaldesa de Guayaquil en funciones Doménica Tabacci, y la cúpula de las Fuerzas Armadas.
Finalmente, a las 16:00 los restos de Durán-Ballén salieron nuevamente a la Plaza Grande, donde recibió el adiós de la ciudadanía antes de dirigirse junto al cortejo fúnebre hasta la iglesia de Santa Teresita en el sector de La Mariscal, donde se dispararon ciento una salvas antes de que el ataúd ingrese para el entierro privado en la cripta del templo.

## Reacciones

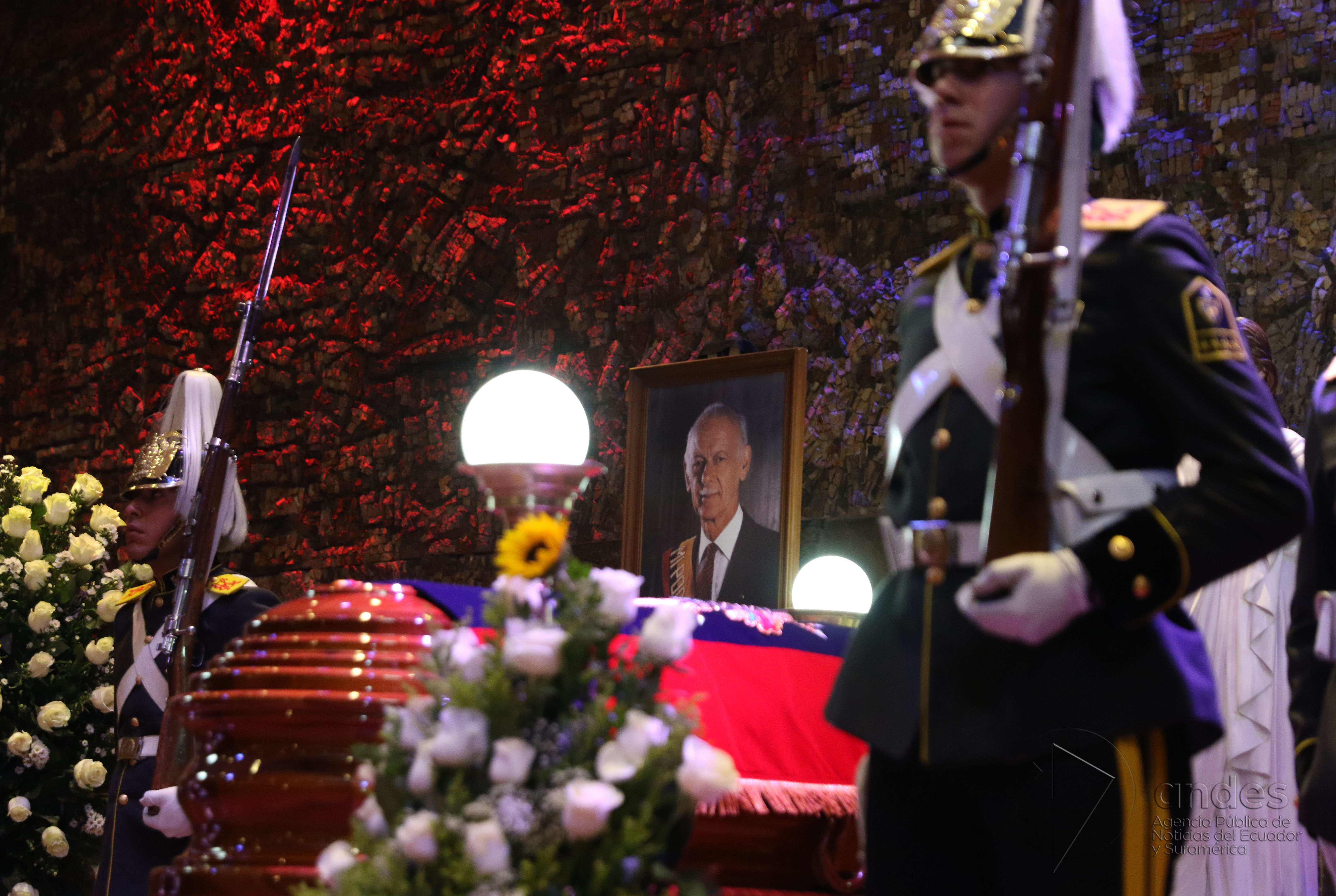
Detalle de la capilla ardiente levantada en el Palacio Municipal de Quito.

La tarde del 15 de noviembre, el alcalde de Quito Mauricio Rodas expresó su pesar vía Twitter:«La muerte de Sixto Durán-Ballén, gran patriota, ex alcalde de Quito y Presidente, enluta al Ecuador; nuestras condolencias a su familia». Además, y por el mismo medio, fue el primero en informar que las honras fúnebres del expresidente y alcalde tendrían lugar en el Salón de la Ciudad del Palacio Municipal.
La mañana del miércoles 16 de noviembre, el presidente Rafael Correa Delgado expresó en su cuenta de Twitter: «Falleció Pdte. Sixto Durán-Ballén, sin duda, un buen hombre. He declarado tres días de duelo nacional. Un abrazo a su familia». Además, mediante decreto presidencial Nº1233, encargó al canciller Guillaume Long crear una delegación para expresar la nota de condolencia a la familia.
Jaime Nebot, alcalde de Guayaquil, publicó vía Twitter una fotografía con la imagen del expresidente en la galería del Palacio de Carondelet durante su discurso al pueblo ecuatoriano en la Guerra del Cenepa, con un texto superpuesto que decía: 

Impecable, por firme y decidido en la defensa de nuestra heredad territorial, que se resume en su frase: "Ni un paso atrás"... y lo cumplió. En aquello lo apoyé pública y decididamente, como no podía ser de otra manera. En otros aspectos tuvimos severas diferencias políticas cuando él fue Presidente y yo oposición. Sin embargo fueron diferencias que no invadieron el terreno personal. En los últimos años nuestra relación volvió a ser muy cordial, a los niveles anteriores a 1992 cuando fuimos coidearios en el PSC. Lo hizo muy bien como Ministro de Obras Públicas de Camilo Ponce Enríquez, como Alcalde de Quito y como presidente de la Junta Nacional de Vivienda con León Febres-Cordero. Lamento, en lo personal y como ecuatoriano, la partida de un hombre respetable.

Varios candidatos presidenciales para las elecciones de 2017 también expresaron condolencias mediante las redes sociales:
- Paco Moncayo: «Paz en la tumba de Sixto Durán-Ballen. Antecesor visionario en la Alcaldía de Quito y valiente autoridad máxima de FFAA durante el Cenepa».[17]
- Guillermo Lasso: «Ha fallecido el expresidente de la República Sixto Durán-Ballén, gran demócrata y gran ecuatoriano. Paz en su tumba».[18]
- Cynthia Viteri: «Al Ex- Presidente Sixto Durán-Ballén que nos unió ante la guerra con "Ni un paso atrás", que Dios lo acoja. Pésame a todos los suyos».[19]

Mediante su cuenta de Twitter, las Fuerzas Armadas del Ecuador difundieron un video en el que rindieron homenaje al que fuera Presidente y líder nacional durante la Guerra del Alto Cenepa contra Perú, en 1995.
Alberto Dahik, quien fuera vicepresidente durante el mandato de Durán-Ballén, expresó en el homenaje que recibió en el Salón de la Ciudad: «siempre creíste que allá arriba se tocaría Mozart, yo te dije que debía ser Bach, no nos pusimos en eso de acuerdo, ya tú sabes la verdad ahora. Espero algún día vernos allá y si tú estás disfrutando la 25 de Mozart que tanto te gustaba, confío en que me permitas escuchar la Pasión según San Juan».
Durante la misa en la Catedral Metropolitana, el arzobispo de Quito Fausto Trávez expresó: «y la frase que repetimos siempre, ¡Ni un paso atrás!, no es simplemente para esa época sino para todo momento», en alusión al liderazgo mostrado por Durán-Ballén durante el conflicto armado con Perú en 1995.
La vicealcaldesa de Guayaquil, Doménica Tabacci, entregó personalmente a los familiares un acuerdo del Municipio mediante el cual se deploraba la muerte del expresidente; además expresó: «Recordamos a Sixto Durán-Ballén por su dedicación y trabajo, por haber inspirado en los ecuatorianos el amor y defensa del país. Estamos aquí para acompañar a los familiares, amigos y ciudadanos que al igual que nosotros lamentamos su fallecimiento».

### Cobertura en medios
El fallecimiento y las honras fúnebres del expresidente Durán-Ballén fueron ampliamente seguidas por los medios de comunicación privados del país, como los televisivos Ecuavisa y Teleamazonas, así como por los diarios El Comercio y El Universo. A partir de cuyas notas se replicaría la información en otros medios ecuatorianos y latinoamericanos. Por otro lado, los medios gobiernistas no dieron mayor cobertura al evento, como se reflejó en el sitio web de Diario El Telégrafo.
El 18 de noviembre la agencia de noticias estadounidense Associated Press escribió una nota biográfica de Durán-Ballén para acompañar la noticia de su muerte, misma que fue replicada por varios medios de habla inglesa a nivel global como el New York Times.